# Repelente de insetos
Repelentes de insetos são substâncias aplicadas sobre a pele, roupas e superfícies que desencorajam a aproximação de insetos. Os mais conhecidos são os cremes repelentes de insetos que, aplicados sobre a pele, evitam a aproximação de mosquitos. Existem também repelentes de insetos através de ultra-som, em frequências inaudíveis para seres humanos e animais de estimação, mas os quais foram considerados "inúteis" em testes pela revista britânica Which?

## Precauções no Uso
Todos os quatro repelentes indicado pelo CDC (DEET, Icaridina/Picaridina, OLE-Óleo de Eucalipto Citriodora fabricado para atuar como repelente e o IR3535) deve ter sua aplicação feita com os seguintes cuidados:
- aplicar apenas nas partes de pele descobertas e nas roupas conforme as indicações do fabricante, nunca devendo ser aplicado sobre a pele coberta por roupas;
- não aplicar sobre ferimentos, alergias e irritações da pele;
- nunca aplicar diretamente no rosto (aplique nas mãos e espalhe na face) nem aplicar nos lábios, olhos e mucosas;
- lavar as mão após aplicar para evitar contatos com os olhos e ingestão acidental;
- crianças não devem manipular repelentes. Os adultos devem antes aplicar em sua próprias mãos e depois espalhar delicadamente na pele das crianças. Nunca aplique repelentes nas mãos da crianças para evitar ingestão ou contato com os olhos acidentalmente. Apenas use produtos indicados pelo fabricante para aplicar em crianças (com menor quantidade do princípio ativo entre outras características da fórmula);
- aplique apenas o necessário para cobrir a pele exposta ou roupas. Aplicar em excesso é geralmente inútil, mas caso os insetos continuem a picar aplique apenas um pouco mais;
- após sair da área de exposição às picadas é recomendado lavar os locais de aplicação na pele ou se banhar e lavar as roupas que receberam o repelente, principalmente se haverá uso contínuo por vários dias;
- em caso de alergia lave o local da aplicação e pare de usar o repelente. Para alergias mais graves procure auxílio médico e apresente a embalagem do produto utilizado;
- nunca aplique repelente em crianças menores de dois meses de idade. Prefira usar um mosquiteiro;[2]
- sempre guarde os repelentes fora do acesso de crianças; e
- no caso de se usar repelente em spray faça-o em ambiente ventilado evitando respirar o produto.

## Principais substâncias
As quatro principais substâncias utilizada para afastar os insetos e outras também utilizadas:
- DEET (N,N-dietil-meta-toluamida)
- Óleo de Eucalipto especificamente fabricado para uso como repelente (ingrediente ativo p-menthane-3,8-diol)
- Icaridina
- IR3535
- Nepetalactone
- Óleo de citronela
- Óleo de soja
- Óleo de neem
- Óleo de goiaba

O DEET, uma das substâncias mais utilizada em cremes aplicados sobre a pele, foi criado pelo exército dos EUA logo após a segunda guerra mundial. Funciona mascarando o odor humano e é altamente eficaz para repelir a grande maioria dos mosquitos, incluido os mosquitos transmissores da malária e da dengue. O uso do DEET, contudo, não é recomendado para mulheres grávidas e em crianças pequenas.
O óleo de citronela, de origem natural, também é bastante conhecido por suas características de repelir insetos existindo velas que contém o óleo e afastam os mosquitos de ambientes fechados. Na forma de óleo, loções e cremes aplicado sobre a pele, protege contra picadas do mosquito Aedes aegypti e borrachudos num período de poucas horas, devendo ser reaplicado constantemente. O óleo do eucalipto Corymbia citriodora através do princípio ativo p-menthane-3,8-diol (PMD) é capaz de repelir os mosquitos transmissores do vírus do Nilo ocidental. O uso do óleo de soja como repelente de insetos foi recentemente registrado a fim de satisfazer os controles de segurança de seu uso. O Nepetalactone, de origem natural da planta Nepeta, possui um poder de até 10 vezes superior para alguns insetos, sendo capaz de repelir baratas. O Nepetalactone, contudo possui reações características nos gatos domésticos e também é venenoso para algumas espécies de moscas.